# Explosion de l'oléoduc Tuxpan-Tula à Tlahuelilpan
L'explosion de l'oléoduc de Tlahuelilpan est l'explosion d'un oléoduc d'essence à cause d'une fuite, qui s'est produit le 18 janvier 2019 dans la localité de Tlahuelilpan, située dans la commune homonyme, dans l'état d'Hidalgo, au Mexique.
Une fuite de carburant - causée par un sabotage qui devait avoir pour objectif de voler l'essence - est rapportée dans la soirée du 18 janvier 2019 sur l'oléoduc d'essence Tuxpan-Tula, aux alentours du kilomètre 226, ce qui mobilise des éléments de l'Armée mexicaine et du personnel du PEMEX pour tenter de la sceller. Toutefois, environ 700 riverains se trouvaient déjà sur place afin de récupérer clandestinement du carburant, ce qui a gêné les manœuvres de réparation. Alors que la nuit tombait, une explosion causée par toute l'essence déversée se produit, causant un bilan, au 18 février, de 131 morts et plusieurs dizaines de blessés dont 15 encore hospitalisés à cette date.

## Emplacement de l'explosion
La fuite du combustible a eu lieu à côté de la route Tlaxcoapan-Tlahuelilpan, dans la localité de San Primitivo, au sein de la commune de Tlahuelilpan.

## Événement
L'événement a eu lieu dans la commune Tlahuelilpan, lorsque le combustible fuyant de l'oléoduc Tuxpan-Tula de PEMEX a pris feu aux alentours de 19:10. L'explosion a été occasionnée par les vapeurs et la pression résiduelle du combustible, en faisant 68 morts sur les lieux et des centaines de blessés dont 57 décéderont, en date du 3 février, à l’hôpital,.

### Avant l'événement

#### Situation du pays
Le nouveau gouvernement du Mexique, élu pour un mandat allant de 2018 à 2024, s'est retrouvé confronté en janvier 2019 à de nombreux "huachicoleos" (vols de carburant destinés à alimenter le trafic d'essence) et prélèvements clandestins de pétrole et d'essence à travers tout le pays, provoquant des pertes financières estimées à 3 milliards de dollars US. En réaction, le président Andres Manuel Lopez Obrador a fait fermer les soupapes d'au moins quatre des 13 oléoducs de PEMEX. À la suite de cette décision, plusieurs villes, voire des États entiers, ont connu une pénurie massive d'essence, et beaucoup de station-services ont dû fermer à travers le Mexique.
Au moment de la prise de décision, le nombre moyen de vols commis sur des pipelines était de 787 par jour ; après la fermeture des soupapes, ce chiffre serait tombé à 177 vols par jour. Selon le président, cela lui a permis d'épargner 129 millions de dollars US. Lopez Obrador a souhaité continuer dans cette direction en actionnant son plan contre le vol de combustibles (huachicol).

#### Situation de l’État d'Hidalgo
L'État d'Hidalgo est l'un des États du Mexique les plus touchés par les "huachicoleros", justement à cause du passage de l'oléoduc Tuxpan-Tula. Durant les 25 mois précédant l'explosion, 21 incidents liés à des prélèvements clandestins de carburants ont été relevés dans l’État d'Hidalgo, la plupart autour de l'oléoduc Tuxpan-Tula, ce qui inclut plusieurs incendies dont deux déjà à Tlahuelilpan (les 8 juillet 2017 et 17 décembre 2018).
De plus, le trafic d'essence a augmenté l'insécurité dans l’État d'Hidalgo lorsque des concurrences sont apparues entre trois bandes locales de trafiquants de carburants, le Cartel de Sinaloa et la faction "Vieja Escuela" des Los Zetas - deux groupes de narcotrafiquants ultra-violents. Ainsi, cinq chefs de bandes de trafiquants d'essence ont été assassinés durant le mois de janvier - quatre dans une fusillade dans le cimetière de Tezompec le 4 janvier et un après l'explosion le 20 janvier.

#### Quelques heures auparavant
A 16h50, le personnel de PEMEX signale un forage illégal dans le pipeline à la suite d'une baisse de pression dans l'oléoduc. A 17h00, des membres du Secrétariat à la Défense Nationale du Mexique (Sedena) réagissent au signalement et se dirigent vers l'oléoduc Tula-Tuxpan. Lorsque les membres du Sedena arrivent au lieu de la fuite, ils remarquent plusieurs citoyens en train de récupérer le combustible dans des bidons. Ils tentent alors de les faire partir, mais les citoyens ignorent les consignes données par les membres du Sedena. En parallèle, à cause de la pression de l'oléoduc, l'hydrocarbure commence à sortir de façon intempestive, et du gaz rentre dans le tuyau. Durant les deux heures suivantes, entre 600 et 800 personnes ont continué à prélever de l'essence, tandis qu'en face il n'y avait que 25 membres du Sedena.
D'autres riverains ont appelé les services d'urgences aux alentours de 17h04 afin de les prévenir de la fuite.

### Au moment-même
L'explosion s'est produite à 19h10 heure de Mexico. L'Agence de Sécurité de l'État informa le pays de la situation par radio.

### Quelques heures après
Les autorités de l'État d'Hidalgo ont annoncé l'activation du PLAN DN-III pour s'occuper des personnes blessées.
Dans un premier rapport à 22h45, le gouverneur d'Hidalgo, Omar Fayad, annonce que 21 personnes sont mortes et 71 blessées. A 00h02, le jour suivant, il informe PEMEX et Alfonzo Durazo, le Secrétaire à la Sécurité publique et à la Protection citoyenne du Mexique, que l'incendie est totalement éteint et que l'enquête commence

## Bilan humain et gestion des blessés
Le bilan donné le 19 janvier est de 79 morts et 81 blessés. Ces personnes ont été transférées dans les hôpitaux locaux. 68 personnes sont mortes pendant l'explosion, 11 à l'hôpital. Beaucoup de personnes souffrent de brûlures au deuxième et au troisième degrés, et se trouvent dans un état grave.
Parmi les blessés il y a 6 adolescents âgés de 12 à 17 ans, dont 3 ont été transférés vers d'autres hôpitaux. 43 personnes au total seront déplacées vers d'autres hôpitaux situés dans l'État de Mexico, la ville de Mexico et l’État d'Hidalgo. 31 personnes restent dans les hôpitaux locaux de l'État d'Hidalgo (Hospital Regional Valle del Mezquital, ISSSTE Ixmiquilpan, CMF Mixquiahuala, HGZMF N° 5 Tula, Hospital General Actopan, Hospital ISSSTE Pachuca, Hospital Integral Cinta Larga, Hospital General Tulancingo, HGZMF N° 6 Tepeji y Hospital General de Tula). 73 des personnes blessées sont dans un état grave, seulement une dans un état stable.
Le gouverneur d'Hidalgo, Omar Fayad, a porté durant la nuit du 19 janvier 2019 le nombre de morts par l'explosion à 76. "Nous avons un total de 71 blessés par brûlures et malheureusement chaque fois que je donne un entretien, le nombre de morts augmente, déjà 76 morts. Nous avons eu trois décès de plus, nous avons 76 personnes mortes lors de ce tragique accident et 71 personnes hospitalisées".
Le Secrétaire à la Santé, Jorge Alcocer, annonce dans la matinée du 20 janvier 2019 que le nombre de décès monte à 79 morts et qu'il y a 81 blessés. Sur les 81 personnes blessées le jour de l'explosion, 66 demeurent hospitalisées. Plus tard, le même jour, le bilan est monté à 85 morts et 58 personnes hospitalisés.
Le 21 janvier 2019, le nombre de morts monte à 91 morts. Au 3 février, il est annoncé à 125 morts et 22 personnes encore hospitalisées. Au 5 février, le bilan monte à 127 morts et 20 personnes encore hospitalisées. Au 8 février, le bilan s'élevait à 130 morts et 15 personnes encore hospitalisées. Le 18 février, le bilan grimpe à 131 morts et 15 personnes encore blessées.

## Enquête
Très rapidement, avant même l'explosion, il est déterminé que l'oléoduc a été percé volontairement afin de voler le carburant qu'il contenait.
Les enquêteurs veulent déterminer la cause physique exacte de l'explosion, puisqu'au 21 janvier ils ne savaient toujours ce qui a enflammé l'essence.
Le sabotage étant avéré et l'objectif  - le vol de carburant - étant déjà connu, ce que les autorités mexicaines cherchent aussi à déterminer est qui en est à l'origine. A savoir s'il s'agit d'une bande criminelle, ou par des habitants qui agissaient à titre individuel. Si la piste de la bande criminelle se confirme, alors les enquêteurs doivent aussi enquêter sur une hypothèse laquelle la perforation de l'oléoduc serait liée à l'assassinat de trois chefs de bandes qui volaient du carburant à Hidalgo en janvier. D'autant plus que "La Parka", un des chefs de la bande de trafiquants de carburants qui opérait dans le secteur où a eu lieu l'explosion, est assassiné probablement par une faction de Los Zetas le 20 janvier.
Ils cherchent aussi à découvrir d'éventuelles négligences de la part des autorités responsables de l'oléoduc. D'autant plus que le gouvernement mexicain a présenté une chronologie de la tragédie montrant que presque quatre heures se sont écoulées entre la détection de la fuite clandestine et la suspension de la distribution de carburant à travers l'oléoduc.

## Conséquences
Le 22 janvier 2019, le président du Mexique Andrés Manuel López Obrador (AMLO) annonce un plan d'aide social de plus de 3 milliards 857 millions de pesos mexicains destinés aux 91 communes les plus touchées par le vol de carburant au Mexique. Cet argent est réparti entre 8 programmes sociaux d'aides aux personnes dépendantes ou âgées ou au contraire aux jeunes travailleurs et aux étudiants. L'idée est d'augmenter le pouvoir d'achat afin qu'ils puissent acheter du carburant de manière légale, et ainsi éviter qu'ils ne se précipitent prélever du carburant en cas de fuite sur un oléoduc - la présence de nombreuses personnes qui venaient prélever l'essence qui s'écoulait de l'oléoduc Tuxpan-Tula étant la raison du bilan humain si élevé lorsque l'explosion s'est produite. A l'occasion du premier anniversaire de son élection, dans une interview à La Jornada où il défend son bilan, AMLO juge que cette politique de lutte contre le vol de carburant est sa meilleure réussite, car il avance qu'elle aurait permis de réduire de 95% le volume de carburant volé en 3 mois.

## Funérailles
Le 22 janvier, les restes de 53 victimes identifiées sont rendues à leurs familles.
Le dimanche 17 février, les cendres humaines produites par 68 personnes, mortes brûlées sur place et n'ayant pas pu être identifiées, sont placées dans des urnes. Ces urnes sont ensuite arrosées d'eau bénite puis enterrées dans une fosse commune creusée dans la colonie San Primitivo de Tlahuelilpan. La fosse est surmontée d'une grande croix de 5 mètres de haut, et de 17 crucifix plus petits portant les noms et les photos des disparus. 15 autres croix avec les noms et les photos des victimes sont plantées sur le lieu de l'explosion. Une messe est dite dans la paroisse de Tlahuelilpan le soir du lundi 18 février, exactement un mois après la catastrophe.
Du 27 au 30 avril, les restes de 52 autres victimes identifiées sont rendues à leurs familles.